# CR321 (Luxemburg)
De CR321 (Chemin Repris 321) is een verkeersroute in Luxemburg tussen Bockholtz (N27) en Wiltz (CR318). De route heeft een lengte van ongeveer 10 kilometer.

## Routeverloop
De route gaat vanaf de N27 ten oosten van Bockholtz bij de Sûre naar het westen toe richting Goesdorf, hierbij stijgt de route met gemiddeld 6,3% en bevat enkele haarspeldbochten. Vanaf Bockholtz gaat de route richting het noorden waar het tussen Dahl en Nocher parallel ligt aan de CR331. Zowel in Dahl als in Nocher zijn genummerde verbindingswegen tussen deze twee wegen aanwezig, naast nog een paar ongenummerde wegen. Na Nocher buigt de route richting het noordwesten naar Wiltz toe. Tussen Goesdorf en Wiltz blijft de gehele route boven de 450 meter boven zeeniveau.

## Plaatsen langs de CR321
- Bockholtz
- Goesdorf
- Dahl
- Nocher
- Wiltz

## CR321a
De CR321a is een verbindingsweg in Dahl. De route met een lengte van ongeveer 800 meter verbindt de CR321 met de CR331.

## CR321b
De CR321b is een verbindingsweg in Nocher. De route heeft een lengte van ongeveer 1 kilometer en verbindt netzoals de CR321a de CR321 met de CR331.

## CR321c
De CR321c is een verbindingsweg in Dahl. De ongeveer 150 meter lange route verbindt in Dahl de CR321 uit noordelijke richting met de CR321a.
CR101 ·
CR102 ·
CR103 ·
CR104 ·
CR105 ·
CR106 ·
CR107 ·
CR108 ·
CR109 ·
CR110 ·
CR111 ·
CR112 ·
CR113 ·
CR114 ·
CR115 ·
CR116 ·
CR117 ·
CR118 ·
CR119 ·
CR120 ·
CR121 ·
CR122 ·
CR123 ·
CR124 ·
CR125 ·
CR126 ·
CR127 ·
CR128 ·
CR129 ·
CR130 ·
CR131 ·
CR132 ·
CR133 ·
CR134 ·
CR135 ·
CR136 ·
CR137 ·
CR138 ·
CR139 ·
CR140 ·
CR141 ·
CR142 ·
CR143 ·
CR144 ·
CR145 ·
CR146 ·
CR147 ·
CR148 ·
CR149 ·
CR150 ·
CR151 ·
CR152 ·
CR153 ·
CR154 ·
CR155 ·
CR156 ·
CR157 ·
CR158 ·
CR159 ·
CR160 ·
CR161 ·
CR162 ·
CR163 ·
CR164 ·
CR165 ·
CR166 ·
CR167 ·
CR168 ·
CR169 ·
CR170 ·
CR171 ·
CR172 ·
CR173 ·
CR174 ·
CR175 ·
CR176 ·
CR177 ·
CR178 ·
CR179 ·
CR180 ·
CR181 ·
CR182 ·
CR183 ·
CR184 ·
CR185 ·
CR186 ·
CR187 ·
CR188 ·
CR189 ·
CR190
CR200 ·
CR201 ·
CR202 ·
CR203 ·
CR204 ·
CR205 ·
CR206 ·
CR207 ·
CR208 ·
CR210 ·
CR211 ·
CR212 ·
CR213 ·
CR215 ·
CR216 ·
CR217 ·
CR218 ·
CR219 ·
CR220 ·
CR221 ·
CR222 ·
CR223 ·
CR224 ·
CR225 ·
CR226 ·
CR227 ·
CR228 ·
CR229 ·
CR230 ·
CR231 ·
CR232 ·
CR233 ·
CR234
CR301 ·
CR302 ·
CR303 ·
CR304 ·
CR305 ·
CR306 ·
CR307 ·
CR308 ·
CR309 ·
CR310 ·
CR311 ·
CR312 ·
CR313 ·
CR314 ·
CR315 ·
CR316 ·
CR317 ·
CR318 ·
CR319 ·
CR320 ·
CR321 ·
CR322 ·
CR323 ·
CR324 ·
CR325 ·
CR326 ·
CR327 ·
CR328 ·
CR329 ·
CR330 ·
CR331 ·
CR332 ·
CR333 ·
CR334 ·
CR335 ·
CR336 ·
CR337 ·
CR338 ·
CR339 ·
CR340 ·
CR341 ·
CR342 ·
CR343 ·
CR344 ·
CR345 ·
CR346 ·
CR347 ·
CR348 ·
CR349 ·
CR350 ·
CR351 ·
CR352 ·
CR353 ·
CR354 ·
CR355 ·
CR356 ·
CR357 ·
CR358 ·
CR359 ·
CR360 ·
CR361 ·
CR362 ·
CR364 ·
CR365 ·
CR366 ·
CR367 ·
CR368 ·
CR369 ·
CR370 ·
CR371 ·
CR372 ·
CR373 ·
CR374 ·
CR375 ·
CR376 ·
CR377 ·
CR378 ·
CR379
Routes die cursief vermeld staan, zijn voormalige routes.